# Operación Palace
Operación Palace fue un falso documental producido por la cadena de televisión La Sexta de España y dirigido por Jordi Évole sobre el golpe de Estado en España de 1981. Fue transmitido el 23 de febrero de 2014, con ocasión del 33º aniversario del suceso. 
A partir de los (falsos) testimonios de relevantes periodistas y políticos que vivieron los hechos se contaba la historia de que el golpe del 23-F había sido una farsa urdida por la monarquía y los principales partidos políticos para afianzar la democracia en aquel momento en peligro (y anticiparse así a un golpe de verdad). Pero conforme el documental avanzaba se descubría que lo que era una farsa era el propio documental. Según Évole, el objetivo principal del programa era demostrar lo fácil que es construir una mentira o una supuesta conspiración y prevenir a los espectadores para desenmascararlas.

## Contenido
El programa se presentaba como un documental de investigación. Algunos medios lo anticiparon como un programa especial en el que el periodista Jordi Évole indagaría en cuestiones que aún se mantenían oscuras en torno al 23-F y en el que se debatirían sus interrogantes. Sin embargo, antes de que se emitiera Jordi Évole ya advirtió: «Vamos a emitir un programa sobre el 23-F, pero no será un documental más sobre esta fecha, es otra cosa». Y La Sexta lo presentó con un toque enigmático: «¿Puede una mentira explicar una verdad?».
En varias entrevistas concedidas por figuras políticas de la época del evento histórico, informados del contenido del programa, entre los que se encontraban Joaquín Leguina, Federico Mayor Zaragoza, Iñaki Anasagasti, Jorge Verstrynge y Felipe Alcaraz y con el testimonio de periodistas como Iñaki Gabilondo, Luis María Anson, Fernando Ónega y el historiador Andreu Mayayo, el falso documental planteaba que el intento de golpe del 23-F había sido un montaje político: el Gobierno de Adolfo Suárez planeó un falso golpe de Estado y las imágenes transmitidas por Televisión Española del asalto al Congreso habrían sido dirigidas y rodadas por el cineasta José Luis Garci, tras haber considerado para tal tarea otros nombres como el del actor y director teatral Josep Maria Flotats o el andaluz Manuel Summers. El documental además sugería que en recompensa por sus servicios o en pago por su silencio, Garci habría obtenido, a través de la acción diplomática del Gobierno español con su homólogo estadounidense, su premio Oscar del año siguiente por Volver a empezar.
El programa, empleando tanto testimonios como imágenes de archivo, abundaba en detalles sobre cómo el Gobierno de la época, en connivencia con los principales líderes de la oposición política y con el beneplácito del entonces rey Juan Carlos I, había gestado y desarrollado el montaje. Según alguno de los testimonios presentados en el documental, el plan aprobado por el rey pretendía en último término sustituir el Gobierno de Adolfo Suárez por otro de unidad nacional, creando un ficticio golpe de Estado para legitimar ante la opinión pública esa medida, plan con el que habrían estado de acuerdo algunos personajes seleccionados de la UCD, el PSOE y el PCE, colaboradores del mismo.
Pero conforme el documental avanzaba se descubría que el 23-F no había sido una farsa y que en realidad lo que era una farsa era el propio documental (por ejemplo, no había habido ninguna «puesta en escena» por parte del director de cine José Luis Garci). Terminado el programa Jordi Évole pidió disculpas por el engaño y moderó, ya en serio, un debate con Iñaki Gabilondo, que dirigía los servicios informativos de TVE en aquellas fechas; Garbiñe Biurrun, presidenta de la Sala de lo Social del Tribunal Superior de Justicia del País Vasco; y Eduardo Serra, exministro de Defensa.

## Objetivo

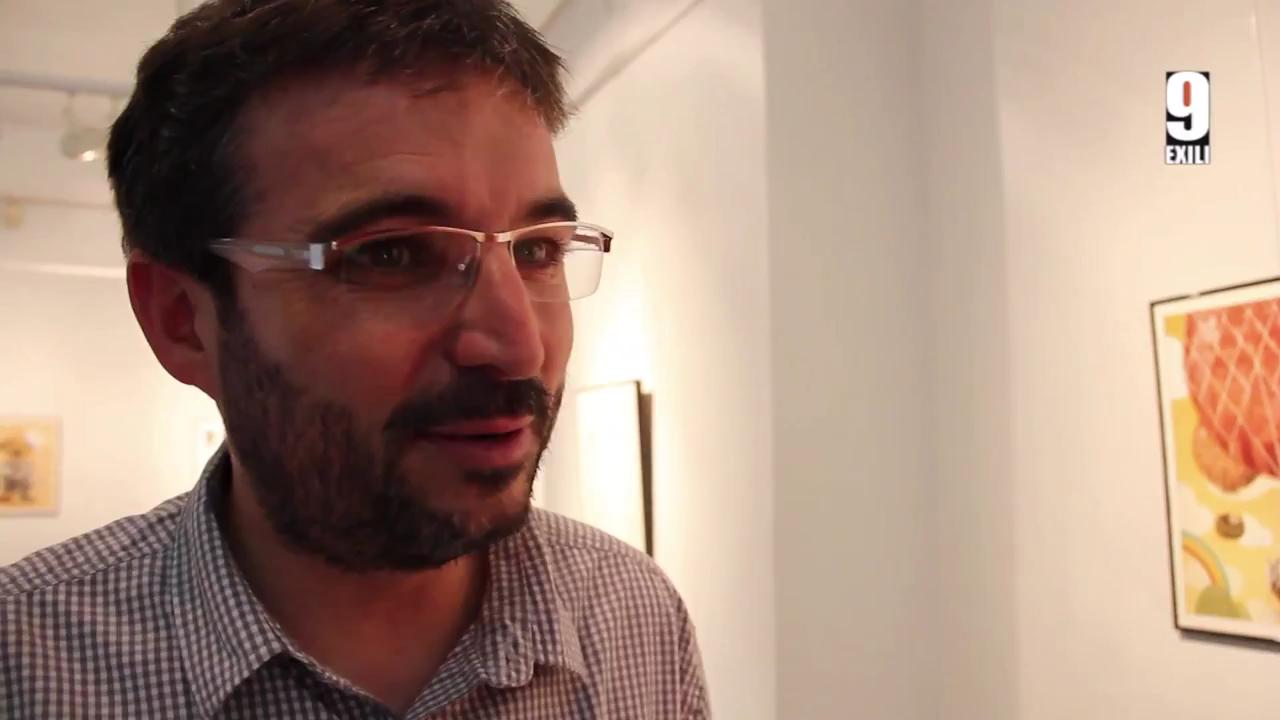
Jordi Évole, director del documental.

Según el propio Jordi Évole, el objetivo principal del programa era demostrar lo fácil que es construir una mentira o una supuesta conspiración. Después de la emisión Évole declaró: «Nosotros por lo menos hemos reconocido que era mentira lo que os hemos contado y que seguro que ha habido otras veces que os han contado mentiras y nadie se lo ha dicho». Además, también pretendía crear un sentido crítico en los espectadores, servirles como llamada de atención para que sean capaces de filtrar y de contrastar las informaciones que reciben a diario en los distintos medios de masas. Es decir, suscitar una reflexión «sobre cómo filtrar la cantidad de información que recibimos».

## Reacciones
La exhibición del documental generó reacciones encontradas en el público y alcanzaron una enorme repercusión en prensa escrita y redes sociales, convirtiéndose en la emisión, de carácter no deportivo, más vista en la historia de la cadena, con 5,2 millones de espectadores y un 23,9 % de cuota de pantalla.
Representantes del mundo de la cultura como David Trueba o Josep Maria Flotats se manifestaron positivamente sobre el trabajo realizado en el falso documental, si bien también se vertieron críticas negativas.
Uno de los más críticos fue el periodista de El País Joaquín Prieto (autor junto con José Luis Barbería del libro El enigma del ‘Elefante’. La conspiración del 23-F, publicado en 1991). Al día siguiente de la emisión del programa escribió en su periódico: «Se sabe mucho de lo sucedido, pero claro que hay lagunas... Resolver esas lagunas por la vía de la ficción contribuye también a la desmemoria. No es bueno confundir realidades con mentiras, navegando sobre la ola del revisionismo de la Transición tan en boga durante los últimos años».
Más contundente se mostró el historiador Juan Francisco Fuentes seis años después en su libro sobre el 23-F ya que no solo incluyó Operación Palace entre las teorías de la conspiración del 23-F, sino que calificó el programa de «prevaricación periodística perpetrada por Jordi Évole» y lo consideró «la mayor mentira jamás contada sobre la transición democrática y el golpe de Estado». «En la era de las fake news, Operación Palace destaca por ser una estafa al espectador disfrazada de superioridad moral. Ahí radica su indudable originalidad», concluye Fuentes.

### En las redes sociales
Durante la emisión del documental, los comentarios en las redes sociales fueron numerosos. Así en la red social Twitter el programa fue trending topic, tanto nacional como mundial, gracias a los más de 256.000 menciones recibidas en ese hashtag. Beatriz Talegón, la secretaria general de la Unión Internacional de Jóvenes Socialistas, tuiteó frases como: «Ojalá lo que dicen en el documental no lo hubiésemos leído antes en investigaciones serias! Pero sí… Ale, a espabilar que nos toman el pelo». No fue la única en precipitarse a la hora de comentar el presunto falso documental y hubo numerosos borrados en las redes sociales tras desvelarse el propósito del programa.

## Parodias
- En el segundo canal de Euskal Telebista, se emitió una parodia llamada: Operación Palacete, la sátira que involucra a varios militantes del PNV.[18]